# Gynanisa macromaja
Gynanisa macromaja är en fjärilsart som beskrevs av Embrik Strand 1920. Gynanisa macromaja ingår i släktet Gynanisa och familjen påfågelsspinnare. Inga underarter finns listade i Catalogue of Life.